# Promavia
Promavia S.A. was een Belgische vliegtuigbouwer opgericht in 1984 op vliegveld Gosselies. 

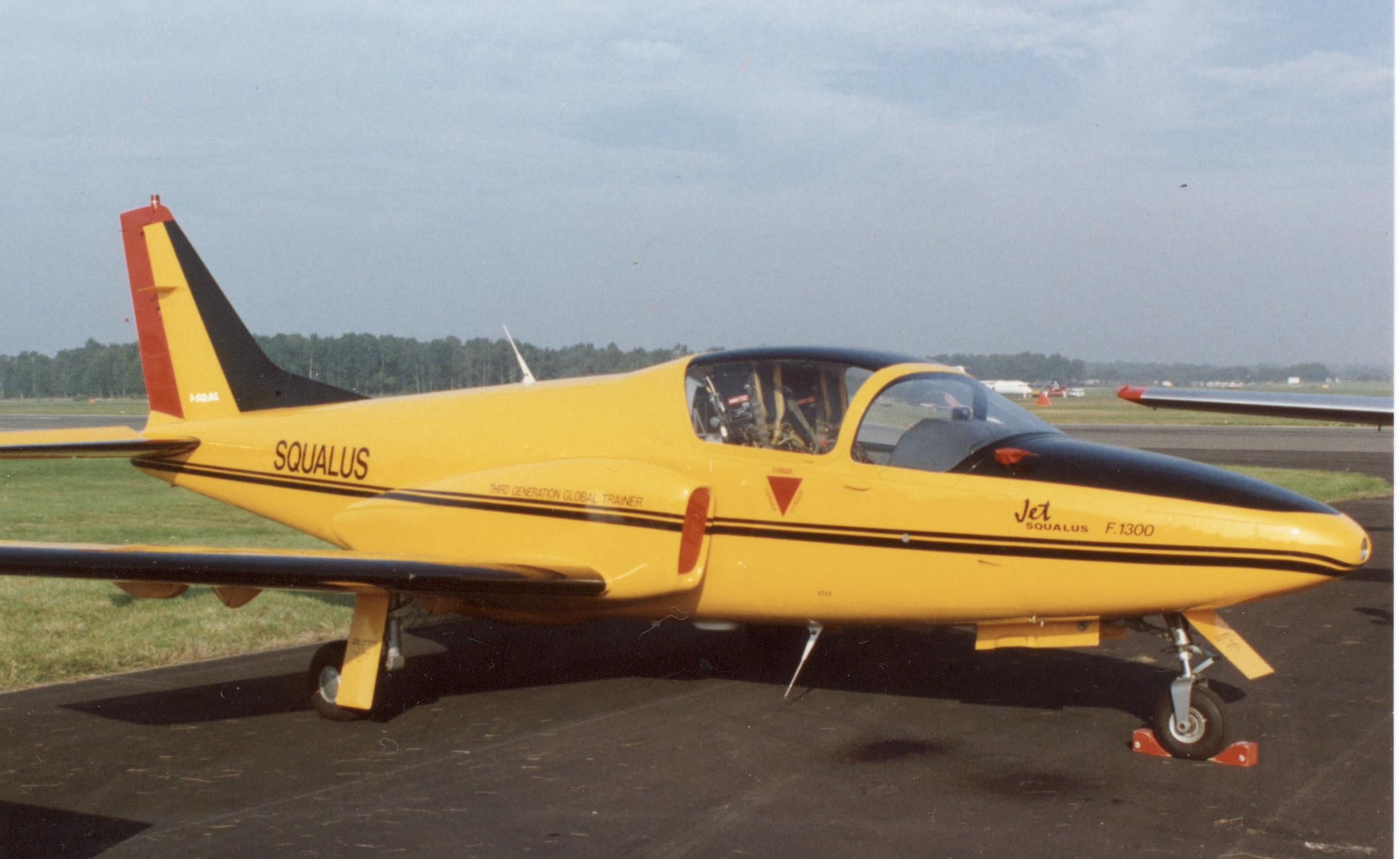
De Promavia F.1300 Jet Squalus gepresenteerd op Farnborough in 1988.

Promavia ontwikkelde in 1986, in samenwerking met de Italiaanse ontwerper Stelio Frati, de Jet Squalus F1300 NGT. Deze militaire trainer was oorspronkelijk ontworpen om te voldoen aan de NGT-Next Generation Trainer specificaties van de USAF (Amerikaanse luchtmacht). Het eerste prototype werd in 1986 gepresenteerd op Farnborough Air Show. De eerste vlucht van het enige exemplaar vond plaats op 30 april 1987 in het Italiaanse Bergamo en het tweede prototype werd in 1987 op de vliegshow in Le Bourget gepresenteerd in Sabena kleuren. Sabena was hier niet zo blij mee, aangezien de contacten nog maar pril waren.
Echter in 1993 werden deze specificaties gewijzigd in de JPATS specificaties. Promavia wist toen een partnerschap te bewerkstellen met het Mikoyan Ontwerp Bureau en Boeing, waaruit de ATTA 3000 te verschijn kwam. Boeing trok zich na een tijdje terug uit het project. Dit overleefde Promavia niet en deze moest in 1998 de deuren sluiten. 
Het Jet Squalus project werd na een lang juridisch gevecht met Promavia overgenomen door  hun Canadese zakenpartners Alberta Aerospace en hernoemd tot Phoenix FanJet. In 2001 raakte ook dit bedrijf in geldproblemen, en werd het project overgenomen door het eveneens Canadese 
Noravcan. Het oorspronkelijke ontwerp van Stelio Frati heet inmiddels SigmaJet en de Phoenix Fanjet familie is uitgebreid met de vierpersoons MagnaJet, maar men wacht nog steeds op afnemers. 

## Vliegtuigtypen
- Jet Squalus F1300 NGT

Tweepersoons trainer, straalmotor